# البوابات المنطقية الكمية
في الحوسبة الكمومية وتحديدًا في نموذج الدائرة الكمومية للحساب ، البوابة المنطقية الكمومية (أو البوابة الكمومية ) هي دائرة كمومية أساسية تعمل على عدد صغير من وحدات البت الكمية. بوابات المنطق الكمومي هي عناصر البناء للدوائر الكمومية، على غرار بوابات المنطق الإعتيادية للدوائر الرقمية التقليدية.
على عكس العديد من بوابات المنطق الإعتيادية، بوابات المنطق الكمومي قابلة للانعكاس. من الممكن أن تُنفّذ الحوسبة الإعتيادية باستخدام بوابات قابلة للانعكاس فقط. على سبيل المثال، يمكن لبوابة توفولي القابلة للانعكاس تنفيذ جميع الدوال الثنائية ، وغالبًا ما يكون ذلك على حساب استخدام وحدات مساعدة. تمتلك بوابة توفولي ما يعادلها في العملية الكمومية، مما يُظهر أن الدوائر الكمومية يمكنها تنفيذ جميع العمليات التي تقوم بها الدوائر الإعتيادية.
البوابات الكمومية هي عوامل وحدية، وتوصف على أنها مصفوفات وحدية بالنسبة إلى بعض القواعد المتعامدة . عادةً ما يتم استخدام الأساس الحسابي في البوابات الكمومية، والذي ما لم يتم مقارنته بشيء ما، فهذا يعني أنه بالنسبة للنظام الكمي على مستوى d (مثل بت الكم ، أو سجل الكمي ، أو الكيوتريت و الكيوديت )  يتم تسمية متجهات قاعدة الأساس المتعامد {\displaystyle |0\rangle ,|1\rangle ,\dots ,|d-1\rangle }, استخدم العرض الثنائي .

## التاريخ

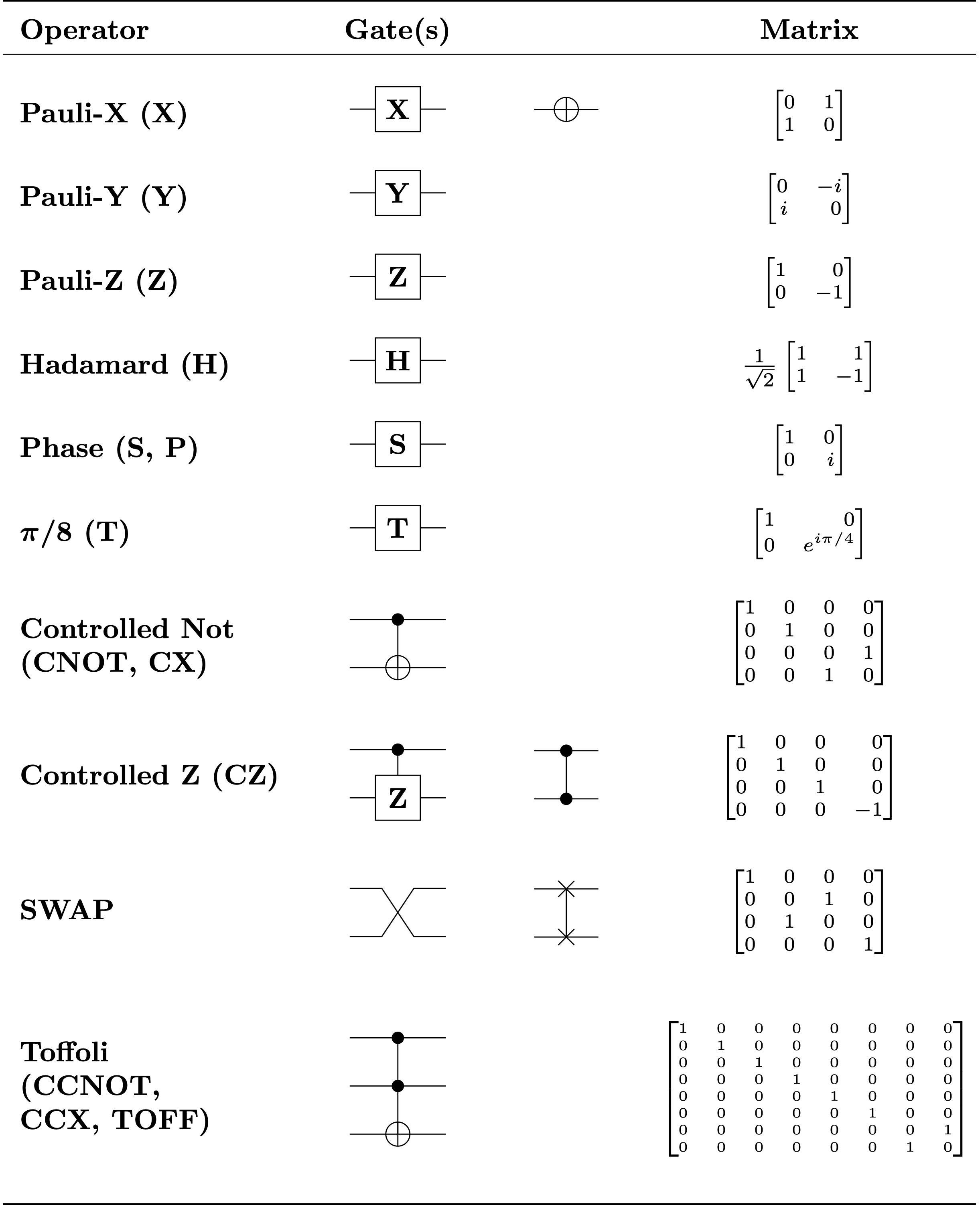
اسماء البوابات المنطقية الكمومية (بما في ذلك الاختصار الخاص بها)، وشكل (أشكال) الدوائر والمصفوفات الوحدوية المقابلة

تم تطوير الترميز المتسخدم حاليا للبوابات الكمومية من قبل العديد من مؤسسين علوم المعلومات الكمومية بما في ذلك أدريانو بارينكو وتشارلز بينيت وريتشارد كليف وديفيد بي ديفينسينزو ونورمان مارجولوس وبيتر شور وتايكو سليتور وجون إيه سمولين وهارالد وينفورتر. مستندين إلى كتابات تم تقديمها من قبل ريتشارد فاينمان في عام 1986.

## التمثيل

يمكن تمثيل حالات البت الكمومي المفرد الغير متشابك والتي تفتقر إلى الطور العالمي (global phase) كنقاط على سطح كرة بلوخ ، مكتوبة على شكل:
يتم تمثيل الدورات حول المحاور لمجال بلوح بواسطة بوابات مشغل الدوران.

بوابات المنطق الكمومي تُمثل بواسطة بمصفوفات وحدوية . البوابة التي تؤثر على عدد {\displaystyle n} من البت الكمي يتم تمثيلها كمصفوفة بحجم {\displaystyle 2^{n}\times 2^{n}} ومجموعة كل هذه البوابات مع التشغيل الجماعي لضرب المصفوفة  هي المجموعة الوحدوية U(2 n ). ينص حالة الكم على أن البوابات التي تعمل عليها هي متجهات الوحدة {\displaystyle 2^{n}} من الأبعاد المعقدة ، مع القاعدة الإقليدية المعقدة ( المعيار 2 ).  : 66  المتجهات الأساسية ( وتسمى أحيانًا الحالات الذاتية ) هي النتائج المتوقعة إذا تم قياس حالة البتات الكمومية، والحالة الكمومية هي مزيج خطي من هذه النتائج. تعمل البوابات الكمومية الأكثر شيوعًا على مساحات متجهة مكونة من بت كمٍ واحد أو بتان كميان، تمامًا مثلما تعمل البوابات المنطقية الاإعتيادية الشائعة على بتة واحدة أو بتتين .
بالرغم من أن البوابات المنطق الكمومي تنتمي إلى مجموعات تماث مستمر ، إلا أن الأجهزة الحقيقية محدودة في الدقة. علاوة على ذلك، تطبيق البوابات يتسبب عادة في حدوث أخطاء، ويقل دقة تماثل الحالات الكمومية مع مرور الوقت. ولكن إذا تم تصحيح الاخطاء ، فإن البوابات المستخدمة تقتصر بشكل أكبر على مجموعة محدودة.  : الفصل. 10  14 في هذا المقال سيتم التركيز على خصائص البوابات الكمومية المثالية وتجاهل ذلك.
عادةً ما يتم تمثيل الحالات الكمومية بالـ"كتات"، من تدوين يُعرف باسم برا-كيت .
التمثيل المتجه لبت الكم الواحد هو
{\displaystyle |a\rangle =v_{0}|0\rangle +v_{1}|1\rangle \rightarrow {\begin{bmatrix}v_{0}\\v_{1}\end{bmatrix}}.}
هنا القيم {\displaystyle v_{0}} و {\displaystyle v_{1}} هي مؤشرات الاحتمالية لبت الكم. تحدد هذه القيم احتمالية قياس قيمة 0 أو 1 عند قياس حالة بت الكم. يمكنك الاطلاع على القسم التالي لمزيد من التفاصيل حول القياس.
يتم تمثيل قيمة الصفر بواسطة الكت{\displaystyle |0\rangle ={\begin{bmatrix}1\\0\end{bmatrix}}}, وقيمة الواحد تمثلها الكت{\displaystyle |1\rangle ={\begin{bmatrix}0\\1\end{bmatrix}}}.
يستخدم الضرب التناظري (أو جداء كرونيكر ) لدمج حالات الكم. الحالة المجمعة لسجل البتات الكمومية هي ناتج الضرب التناظري لبتات الكم المكونة. يُرمز للضرب التناظري بـ{\displaystyle \otimes }.
يكون التمثيل البُعدي لاثنين من بتات الكم كالآتي:
{\displaystyle |\psi \rangle =v_{00}|00\rangle +v_{01}|01\rangle +v_{10}|10\rangle +v_{11}|11\rangle \rightarrow {\begin{bmatrix}v_{00}\\v_{01}\\v_{10}\\v_{11}\end{bmatrix}}.}
يتم العثور على تأثير البوابة على حالة كمومية معينة عن طريق ضرب المتجه {\displaystyle |\psi _{1}\rangle } (الذي يمثل الحالة) بواسطة المصفوفة المعرفة بـ{\displaystyle U} كتمثيل للبوابة. نتيجة ذلك هي حالة كمومية جديدة {\displaystyle |\psi _{2}\rangle }:
{\displaystyle U|\psi _{1}\rangle =|\psi _{2}\rangle .}

## أمثلة بارزة
هناك عدد لا يحصى من البوابات. تم تسمية بعض البوابات من قبل مؤلفين مختلفين،  نستعرض البوابات المستخدمه في المقالات والكتب في الأسفل.

### بوابة الهوية
بوابة الهوية هي مصفوفة الوحدة (مصفوفة الهوية) تكتب عادة على أنها I ، وهي معرفة لبت الكم الواحدة على النحو التالي:
{\displaystyle I={\begin{bmatrix}1&0\\0&1\end{bmatrix}},}
حيث أن I لا تعتمد على الأساس ولا تغير الحالة الكمومية. تعد بوابة التعريف مفيدة للغاية لوصف نتيجة عمليات البوابة المختلفة رياضياً أو عند مناقشة دوائر بتات الكم المتعددة.

### بوابات باولي (X,Y,Z)
بوابات باولي {\displaystyle (X,Y,Z)} هي مصفوفات الثلاث لباولي {\displaystyle (\sigma _{x},\sigma _{y},\sigma _{z})} والتي تعمل على بت كم واحدة. تمثل الموز X و Y و Z على التوالي الدوران الذي يتم حول محاور x و y و z في كرة بلوخ بمقدار {\displaystyle \pi } راديان. 
تعمل البوابات المتحكم بها على اثنين أو أكثر من بتات الكم، حيث تعمل بت الكم الواحدة أو أكثر كتحكم لعملية معينة. على سبيل المثال، تعمل بوابة NOT التحكم بها (أو CNOT أو CX) على بتين كميين، وتنفذ عملية NOT على البت الكم الثاني فقط عندما يكون البت الكمي الأول في الحالة {\displaystyle |1\rangle } وإلا تتركه دون تغيير. بالنسبة إلى الأساس{\displaystyle |00\rangle }, {\displaystyle |01\rangle }, {\displaystyle |10\rangle }, {\displaystyle |11\rangle }, يتم تمثيلها بواسطة مصفوفة وحدوية الهرميتية :
يتم تمثيل هذه المصفوفات عادة على شكل:
{\displaystyle Z=\sigma _{z}={\begin{bmatrix}1&0\\0&-1\end{bmatrix}}.} {\displaystyle Y=\sigma _{y}={\begin{bmatrix}0&-i\\i&0\end{bmatrix}},}{\displaystyle X=\sigma _{x}=\operatorname {NOT} ={\begin{bmatrix}0&1\\1&0\end{bmatrix}},}
مصفوفات باولي تتميز بكونها من المعكوسات ، وهذا يعني أن تربيع مصفوفة من مصفوفات باولي مساويٍ لـمصفوفة الهوية .
{\displaystyle I^{2}=X^{2}=Y^{2}=Z^{2}=-iXYZ=I}
مصفوفات باولي تعد معاكسة لبعضها البعض ففي المثال الآتي مصفوفات باولي-X و باولي-X {\displaystyle ZX=iY=-XZ.}
الدالة الأسية لأي مصفوفة من مصفوفات باولي {\displaystyle \sigma _{j}} هو عامل الدوران ، وغالبًا ما يكتب على شكل {\displaystyle e^{-i\sigma _{j}\theta /2}}

### بوابات التحكم
تعمل البوابات المتحكم بها على اثنين أو أكثر من بتات الكم، حيث تعمل بت الكم الواحدة أو أكثر كتحكم لعملية معينة. على سبيل المثال، تعمل بوابة NOT التحكم بها (أو CNOT أو CX) على بتين كميين، وتنفذ عملية NOT على البت الكم الثاني فقط عندما يكون البت الكمي الأول في الحالة {\displaystyle |1\rangle } وإلا تتركه دون تغيير. بالنسبة إلى الأساس{\displaystyle |00\rangle }, {\displaystyle |01\rangle }, {\displaystyle |10\rangle }, {\displaystyle |11\rangle }, يتم تمثيلها بواسطة مصفوفة وحدوية الهرميتية :
{\displaystyle {\mbox{CNOT}}={\begin{bmatrix}1&0&0&0\\0&1&0&0\\0&0&0&1\\0&0&1&0\end{bmatrix}}.}
بوابة التبديل هي بوابة تعمل على اثنتين من بتات الكم تقوم بتبادل حالتهما. فيما يتعلق بالأساس {\displaystyle |00\rangle }, {\displaystyle |01\rangle }, {\displaystyle |10\rangle }, {\displaystyle |11\rangle } ، يتم تمثيلها بواسطة المصفوفة الآتية
يمكن التعبير عن CNOT في أساس باولي على النحو التالي:
{\displaystyle {\mbox{CNOT}}=e^{i{\frac {\pi }{4}}(I-Z_{1})(I-X_{2})}=e^{-i{\frac {\pi }{4}}(I-Z_{1})(I-X_{2})}.}
بكونها مشغل وحيدي هرميتي، فإن بوابة CNOT لها الخاصية بإن {\displaystyle e^{i\theta U}=(\cos \theta )I+(i\sin \theta )U} و {\displaystyle U=e^{i{\frac {\pi }{2}}(I-U)}=e^{-i{\frac {\pi }{2}}(I-U)}} ، وهي كذلك عملية إنعكاسية (أي تطبيقها مرتين يعيدها إلى الحالة الأصلية) .
وبشكل عام إذا كانت U عبارة عن بوابة تعمل على بت الكم واحدة فإنها تمثل مصفوفيًا كالتالي:
{\displaystyle U={\begin{bmatrix}u_{00}&u_{01}\\u_{10}&u_{11}\end{bmatrix}},}
فإن بوابة U التي المتحكم بها هي بوابة تعمل على اثنتان من البت الكم حيث أن بت الكم الأول يعد متحكم.
{\displaystyle |00\rangle \mapsto |00\rangle }
{\displaystyle |01\rangle \mapsto |01\rangle }
{\displaystyle |10\rangle \mapsto |1\rangle \otimes U|0\rangle =|1\rangle \otimes (u_{00}|0\rangle +u_{10}|1\rangle )}
{\displaystyle |11\rangle \mapsto |1\rangle \otimes U|1\rangle =|1\rangle \otimes (u_{01}|0\rangle +u_{11}|1\rangle )}
المصفوفة التي تمثل U المتحكم بها هي
{\displaystyle {\mbox{C}}U={\begin{bmatrix}1&0&0&0\\0&1&0&0\\0&0&u_{00}&u_{01}\\0&0&u_{10}&u_{11}\end{bmatrix}}.}
عندما تكون U واحدة من معاملات باولي X ، Y ، Z فإنه يتم استخدام المصطلحات "المتحكم X"، "المتحكم Y"، أو "المتحكم Z".  : 177-185 في بعض الأحيان يتم اختصار هذا إلى C X و C Y و C Z فقط.
بشكل عام، يمكن التعبير عن أي بوابة وحدوية لبت الكم الواحدة على أنها {\displaystyle U=e^{iH}} ، حيث أن H تعدمصفوفة هيرميتية ، و U المتحكم بها {\displaystyle CU=e^{i{\frac {1}{2}}(I-Z_{1})H_{2}}}
يمكن توسيع التحكم إلى بوابات بأعداد بتات الكم تعسفية (عددها عشوائي)  ووظائف في لغات البرمجة،  ويمكن أن تكون الوظائف مشروطة بحالات التراكب.

#### التحكم الإعتيادي
ييمكن أيضًا التحكم في البوابات باستخدام المنطق الاعتيادي. يتم التحكم في الحاسوب الكمي بواسطة حاسوب اعتيادي ، ويتصرف مثل معالج مساعد الذي يتلقى تعليمات من الحاسوب حول البوابات التي سيتم تنفيذها على أي من بتات الكم.  : 42-43  التحكم الاعتيادي هو ببساطة إدراج أو حذف البوابات في تسلسل من التعليمات لجهاز الحاسوب الكمي.  : 26-28 

### بوابات تحويل الطور
تمثل بوابات تحويل الطور مجموعة من البوابات أحادية بت الكم التي تقوم بعرض الحالات الأساسية على النحو التالي: {\displaystyle |0\rangle \mapsto |0\rangle } و {\displaystyle |1\rangle \mapsto e^{i\varphi }|1\rangle } حيث أن {\displaystyle \varphi } هي قيمة تحويل الطور. لا يتغير احتمال قياس حالة {\displaystyle |0\rangle } أو {\displaystyle |1\rangle } بعد تطبيق هذه البوابة، لكنها تعدل طور الحالة الكمومية. هذا يُعادل تتبع دائرة أفقية (خط عرض ثابت)، أو دورة حول المحور z في كرة بلوخ بمقدار {\displaystyle \varphi } راديان. يتم تمثيل بوابة تحويل الطور بالمصفوفة:
{\displaystyle P(\varphi )={\begin{bmatrix}1&0\\0&e^{i\varphi }\end{bmatrix}}}
حيث {\displaystyle \varphi } تمثل تحويل الطور ذي الدورة 2π ، ومن الأمثلة الشائعة على ذلك: بوابة T حيث {\textstyle \varphi ={\frac {\pi }{4}}} (كانت تعرف تاريخيًا باسم بوابة {\displaystyle \pi /8}). بوابة الطور (المعروفة أيضًا باسم بوابة S، مكتوبة على أنها S، على الرغم من أن S تستخدم أحيانًا لبوابات SWAP) حيث {\textstyle \varphi ={\frac {\pi }{2}}} وبوابة باولي- <i id="mwAYc">Z</i> حيث {\displaystyle \varphi =\pi } .
ترتبط بوابات تحويل الطور ببعضها البعض على النحو التالي:
{\displaystyle Z={\begin{bmatrix}1&0\\0&e^{i\pi }\end{bmatrix}}={\begin{bmatrix}1&0\\0&-1\end{bmatrix}}=P\left(\pi \right)}
{\displaystyle S={\begin{bmatrix}1&0\\0&e^{i{\frac {\pi }{2}}}\end{bmatrix}}={\begin{bmatrix}1&0\\0&i\end{bmatrix}}=P\left({\frac {\pi }{2}}\right)={\sqrt {Z}}}
{\displaystyle T={\begin{bmatrix}1&0\\0&e^{i{\frac {\pi }{4}}}\end{bmatrix}}=P\left({\frac {\pi }{4}}\right)={\sqrt {S}}={\sqrt[{4}]{Z}}}
لاحظ أن بوابة تحويل الطور {\displaystyle P(\varphi )} ليس هرميتية (باستثناء كل قيمة {\displaystyle \varphi =n\pi ,n\in \mathbb {Z} } ). تختلف هذه البوابات عن المرافقات الهرميتية الخاصة بها: {\displaystyle P^{\dagger }(\varphi )=P(-\varphi )} . في بعض مجموعات التعليمات يتم تضمين البوابتان المرافقتان (أو المرافقة المنقولة ) {\displaystyle S^{\dagger }} و {\displaystyle T^{\dagger }}.

### بوابة هادامارد
بوابة هادامارد أو والش هادامارد (سميت نسبةً جاك هادامارد ة
نطق فرنسي: [adamaʁ]
</link> و جوزيف إل والش) تعمل على على بت الكم الواحدة وتقوم بعرض الحالات الأساسية على النحو التالي: {\textstyle |0\rangle \mapsto {\frac {|0\rangle +|1\rangle }{\sqrt {2}}}} و {\textstyle |1\rangle \mapsto {\frac {|0\rangle -|1\rangle }{\sqrt {2}}}} بمعنى آخر، تحول بوابة هادامار حالة أساس حوسبي إلى تراكب متساوي من الحالتين. يتم كتابة الحالتين {\displaystyle (|0\rangle +|1\rangle )/{\sqrt {2}}} و {\displaystyle (|0\rangle -|1\rangle )/{\sqrt {2}}} بشكل آخر وهو {\displaystyle |+\rangle } و {\displaystyle |-\rangle }. تُجري بوابة هادامارد دورة مقدارها {\displaystyle \pi } حول المحور {\displaystyle ({\hat {x}}+{\hat {z}})/{\sqrt {2}}} في كرة بلوخ ، وبالتالي فهي عملية انقلابية (عكسية) . تتمثل في مصفوفة هادامارد بالشكل التالي :
{\displaystyle H={\frac {1}{\sqrt {2}}}{\begin{bmatrix}1&1\\1&-1\end{bmatrix}}.}

دائرة تمثل بوابة هادامارد

تستخدم بوابة هادامارد الهرميتية (حيث أن {\displaystyle H^{\dagger }=H^{-1}=H} ) في تغيير الأساس، فهي تقوم بقلب {\displaystyle {\hat {x}}} و {\displaystyle {\hat {z}}} . على سبيل المثال {\displaystyle HZH=X} و {\displaystyle H{\sqrt {X}}\;H={\sqrt {Z}}=S}.

### بوابة التبديل
1. ↑  Matrix multiplication of quantum gates is defined as series circuits.
2. ↑  Note, here a full rotation about the Bloch sphere is {\displaystyle 2\pi } radians, as opposed to the rotation operator gates  [لغات أخرى]‏ where a full turn is {\displaystyle 4\pi .}

دائرة تمثل بوابة التبديل

بوابة التبديل هي بوابة تعمل على اثنتين من بتات الكم تقوم بتبادل حالتهما. فيما يتعلق بالأساس {\displaystyle |00\rangle }, {\displaystyle |01\rangle }, {\displaystyle |10\rangle }, {\displaystyle |11\rangle } ، يتم تمثيلها بواسطة المصفوفة الآتية
{\displaystyle {\mbox{SWAP}}={\begin{bmatrix}1&0&0&0\\0&0&1&0\\0&1&0&0\\0&0&0&1\end{bmatrix}}.}
تتميز بوابة التبديل بإمكانية تحليلها إلى شكل مجموع:
{\displaystyle {\mbox{SWAP}}={\frac {I\otimes I+X\otimes X+Y\otimes Y+Z\otimes Z}{2}}}

### بوابة توفولي (CCNOT).

تمثيل الدائرة لبوابة توفولي

بوابة توفولي سميت بنسبة إلى توماسو توفولي وتسمى أيضًا بوابة CCNOT أو بوابة دويتش {\displaystyle D(\pi /2)} ، هي بوابة تعمل على ثلاثة من بتات الكم الشاملة للحسابات الاعتيادية ولكن ليس للحساب الكمي. بوابة توفولي الكمومية هي نفس البوابة، محددة بـ 3 كيوبت. إذا قصرنا المدخلات على الحالتين {\displaystyle |0\rangle } و {\displaystyle |1\rangle } فقط فإن في حال كانت أول بتان في الحالة {\displaystyle |1\rangle } فإنها تطبق عملية باولي- X (أو NOT) على البت الثالثة، وإلا فلا تفعل شيئًا. ذلك مثال على بوابة وحدوية
متحكم بها CC-U. وبما أنها تمثل النظير الكمومي لبوابة اعتياديلة، فهي محددة تماما بواسطة جدول الحقيقة الخاص بها. تعتبر بوابة توفولي شاملة عند دمجها مع بوابة هادامارد أحادية البت.
| \| مدخل \| مدخل \| مدخل \| انتاج \| انتاج \| انتاج \| \| ---- \| ---- \| ---- \| ----- \| ----- \| ----- \| \| 0 \| 0 \| 0 \| 0 \| 0 \| 0 \| \| 0 \| 0 \| 1 \| 0 \| 0 \| 1 \| \| 0 \| 1 \| 0 \| 0 \| 1 \| 0 \| \| 0 \| 1 \| 1 \| 0 \| 1 \| 1 \| \| 1 \| 0 \| 0 \| 1 \| 0 \| 0 \| \| 1 \| 0 \| 1 \| 1 \| 0 \| 1 \| \| 1 \| 1 \| 0 \| 1 \| 1 \| 1 \| \| 1 \| 1 \| 1 \| 1 \| 1 \| 0 \| | {\displaystyle {\begin{bmatrix}1&0&0&0&0&0&0&0\\0&1&0&0&0&0&0&0\\0&0&1&0&0&0&0&0\\0&0&0&1&0&0&0&0\\0&0&0&0&1&0&0&0\\0&0&0&0&0&1&0&0\\0&0&0&0&0&0&0&1\\0&0&0&0&0&0&1&0\\\end{bmatrix}}} |      |       |       |       |
| مدخل | مدخل | مدخل | انتاج | انتاج | انتاج |
| 0 | 0 | 0    | 0     | 0     | 0     |
| 0 | 0 | 1    | 0     | 0     | 1     |
| 0 | 1 | 0    | 0     | 1     | 0     |
| 0 | 1 | 1    | 0     | 1     | 1     |
| 1 | 0 | 0    | 1     | 0     | 0     |
| 1 | 0 | 1    | 1     | 0     | 1     |
| 1 | 1 | 0    | 1     | 1     | 1     |
| 1 | 1 | 1    | 1     | 1     | 0     |

ترتبط بوابة توفولي بالعمليات الاعتياديه AND ( {\displaystyle \land } ) و XOR ( {\displaystyle \oplus } ) حيث تقوم بتطبيق التعيين التالي على الحالات في الأساس الحسابي:{\displaystyle |a,b,c\rangle \mapsto |a,b,c\oplus (a\land b)\rangle }
يمكن التعبير عن بوابة توفولي باستخدام مصفوفات باولي على النحو التالي:
{\displaystyle {\mbox{Toff}}=e^{i{\frac {\pi }{8}}(I-Z_{1})(I-Z_{2})(I-X_{3})}=e^{-i{\frac {\pi }{8}}(I-Z_{1})(I-Z_{2})(I-X_{3})}.}

## البوابات الشاملة في الحوسبة الكمومية

كلا من CNOT و بوابات شاملة ثنائية البت الكمي ويمكن تحويلها إلى بعضها البعض.

مجموعة البوابات الكمومية الشاملة هي أي مجموعة من البوابات التي يمكن اختزال إليها أي عملية ممكنة على الكمبيوتر الكمي، أي أنه يمكن التعبير عن أي عملية وحدوية أخرى كتسلسل محدود من البوابات من المجموعة. من الناحية الفنية، هذا مستحيل مع أقل من مجموعة غير معدودة من البوابات نظرًا لأن عدد البوابات الكمومية المحتملة غير معدود، بينما عدد التسلسلات المحدودة من مجموعة محدودة يعد غير قابل للعد .لحل هذه المشكلة، لا يلزم سوى أن تكون أي عملية كمومية تقريبية بواسطة تسلسل من البوابات من هذه المجموعة المحدودة. علاوة على ذلك، بالنسبة للوحدات الوحدوية التي تحتوي على عدد ثابت من بتات الكم، يضمن نظرية سولوفاي-كيتاييف إمكانية القيام بذلك بكفاءة. يمكن التحقق إذا كانت مجموعة من البوابات الكمومية الشاملة باستخدام طرق نظرية المجموعة  أو علاقتها بتصميمات t الوحدوية (تقريبية) 
أمثلة على مجموعات البوابات الشاملة:
- مجموعة شاملة الاستخدام: معاملات الدوران Rx(θ) و Ry(θ) و Rz(θ) وبوابة تحول الطور P(φ) [ا] و CNOT .[19] [ب]
- مجموعة كليفورد: {CNOT, H, S } + بوابة T. حيث أن مجموعة كليفورد وحدها ليست مجموعة بوابات شاملة، حيث يمكن محاكاتها بكفاءة اعتياديا وفقًا لنظرية جوتسمان-نيل .
- بوابة توفيلي + بوابة هادامارد:[16] تشكل بوابة توفولي وحدها مجموعة من البوابات الشاملة لدوائر المنطق الجبري البولياني وهي قابلة للعكس، وتشمل جميع الحسابات الاعتيادية.

### بوابة دويتش
يمكن أيضًا صياغة مجموعة بوابة واحدة من البوابات الكمية الشاملة باستخدام بوابة دويتش ثلاثية البتات الكمية المعلمة {\displaystyle D(\theta )} ،  والتي سميت نسبة إلى الفيزيائي ديفيد دويتش . إنها حالة عامة لـ CC-U ، أو البوابة الوحدوية المتحكم بها ، ويتم تعريفها على النحو التالي:
{\displaystyle |a,b,c\rangle \mapsto {\begin{cases}i\cos(\theta )|a,b,c\rangle +\sin(\theta )|a,b,1-c\rangle &{\text{for}}\ a=b=1,\\|a,b,c\rangle &{\text{otherwise}}.\end{cases}}}
لسوء الحظ، ظلت بوابة دويتش العاملة بعيدة المنال بسبب عدم وجود بروتوكول. هناك بعض المقترحات لتحقيق بوابة دوتش باستخدام تفاعل ثنائي القطب في الذرات المتعادلة.
يمكن اختزال بوابة توفولي، وهي بوابة منطق شاملة للمنطق الحاسوبي الاعتيادي القابل للعكس، إلى بوابة دويتش {\displaystyle D(\pi /2)} وبالتالي توضح إمكانية إجراء جميع عمليات المنطق الاعتيادي العكسي على حاسوب كمومي شامل.
هناك أيضًا بوابات واحدة ثنائية بت الكم كافية لتكون شاملة حيث أظهر أدريانو بارينكو في عام 1996،أنه يمكن تحليل بوابة دوتش باستخدام بوابة ثنائية بت الكم الواحدة فقط ( بوابة بارينكو )، ولكن من الصعب تحقيق ذلك تجريبيًا.  : 93 ولكن يصعب تحقيقها تجريبياً. هذه الميزة خاصة بالدوائر الكمومية، حيث لا توجد بوابة اعتيادية ذات حدين قابلة للعكس وشاملة في نفس الوقت.  : 93 يمكن تنفيذ بوابات ثنائية بت الكم شاملة لتحسين الدوائر الاعتيادية القابلة للعكس في المعالجات الدقيقة سريعة ومنخفضة الطاقة. 

## تركيب الدائرة

### بوابات المتصلة تتابعيًا

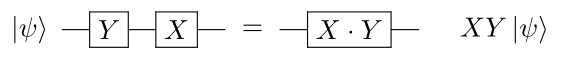
بوابتان Y و X على التوالي. عند القيام بالحساب نقوم بعكس الترتيب الذي ظهرتا به على السلك

بافتراض ان لدينا بوابتين A و B تعملان عدد يرمز بـ{\displaystyle n} من البتات الكمومية. عندما يتم وضع B بعد A في دائرة متتالية، فيمكن وصف تأثير البوابتين على أنها واحدة C وذلك ناتج لضرب المصفوفتين B وA.
{\displaystyle C=B\cdot A}
يشير رمز {\displaystyle \cdot } بأنه رمز لضرب المصفوفات . ينتج عن الضرب البوابة C واللتي تحمل نفس أبعاد A و B. يتم عكس الترتيب الذي تظهر به البوابات في مخطط الدائرة عند ضربها معًا كما ذكر مسبقا.  : 17-18،22-23،62-64 
كمثال آخر يمكن لوصف بوابة باولي X بعد بوابة باولي Y إن كان كلاهما يعمل على بت كمّي واحد، على أنهما بوابة واحدة مجمعة C :
{\displaystyle C=X\cdot Y={\begin{bmatrix}0&1\\1&0\end{bmatrix}}\cdot {\begin{bmatrix}0&-i\\i&0\end{bmatrix}}={\begin{bmatrix}i&0\\0&-i\end{bmatrix}}=iZ}
غالبا ما يتم حذف رمز ضرب المصفوفات ( {\displaystyle \cdot } ) أثناء كتابة المعادلات.

#### أسس البوابات الكم
جميع الأسس الحقيقية للمصفوفات الوحدوية تعد مصفوفات وحدوية بذاتها، كذلك جميع البوابات الكمية هي مصفوفات وحدوية.
الأسس الصحيحة العدديه مكافئة لتسلسل البوابات المتصلة تتابعيًا (على سبيل المثال {\displaystyle X^{3}=X\cdot X\cdot X}), والأس الحقيقي هو تعميم لدائرة التتابعية. على سبيل المثال، {\displaystyle X^{\pi }} و {\displaystyle {\sqrt {X}}=X^{1/2}} كلاهما بوابتان كمية صحيحة.
يعد {\displaystyle U^{0}=I} بالنسبة لأي مصفوفة وحدوية {\displaystyle U} .وذلك لأن مصفوفة الوحدة ( {\displaystyle I} ) تتصرف كعملية NOP بمعنى آخر لا تقوم بأي عملية  ويمكن تمثيل مصفوفة الوحدة كسلكٍ فارغ في الدوائر الكمية أو عدم تمثيلها على الإطلاق.
كما ذكر مسبقًا جميع البوابات هي مصفوفات وحدوية، بالتالي {\displaystyle U^{\dagger }U=UU^{\dagger }=I} و {\displaystyle U^{\dagger }=U^{-1}}, حيث أن {\displaystyle \dagger } هو النقلة المعقودة (أو التبديل المترافق) . هذا يعني أن الأسس السالبة للبوابات هي عكس وحدوي لنظيرها ذات الأس الموجب: {\displaystyle U^{-n}=(U^{n})^{\dagger }}. على سبيل المثال، بعض الأسس السالبة لبوابات تحول الطور(Phase Shift Gates) تكون كالتالي:
{\displaystyle T^{-1}=T^{\dagger }} و {\displaystyle T^{-2}=(T^{2})^{\dagger }=S^{\dagger }}.
لاحظ أنه بالنسبة للمصفوفة الهرمتية {\displaystyle H^{\dagger }=H} وبسبب الوحدوية فإن {\displaystyle HH^{\dagger }=I} لذا {\displaystyle H^{2}=I} لجميع البوابات الهرمتية. بمعنى آخر أنها بوابة عكسية لذاتها. ومن أمثلة البوابات الهرمتية بوابات باولي ، وهادامارد ، وCNOT ، وسواب SWAP ، و توفولي Toffoli . كل مصفوفة وحدوية هرميتية {\displaystyle H} تحمل الخواص التالية: {\displaystyle e^{i\theta H}=(\cos \theta )I+(i\sin \theta )H} حيث أن {\displaystyle H=e^{i{\frac {\pi }{2}}(I-H)}=e^{-i{\frac {\pi }{2}}(I-H)}.}

### البوابات المتوازية

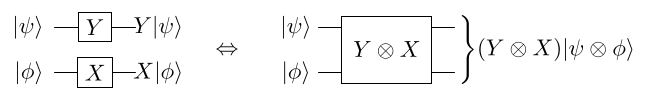
البوابتان و بالتوازي يعادل البوابة.

حاصل الضرب التناظري (أو منتج كرونيكر ) لبوابتين كموميتين هي البوابة التي تتساوى مع البوابتين في وضع متواز.  : 71-75 
إذا قمنا، بدمج بوابة باولي- Y مع بوابة باولي- X على التوازي (كما الظاهر في الصورة) فيمكن كتابة ذلك على النحو التالي:
{\displaystyle C=Y\otimes X={\begin{bmatrix}0&-i\\i&0\end{bmatrix}}\otimes {\begin{bmatrix}0&1\\1&0\end{bmatrix}}={\begin{bmatrix}0{\begin{bmatrix}0&1\\1&0\end{bmatrix}}&-i{\begin{bmatrix}0&1\\1&0\end{bmatrix}}\\i{\begin{bmatrix}0&1\\1&0\end{bmatrix}}&0{\begin{bmatrix}0&1\\1&0\end{bmatrix}}\end{bmatrix}}={\begin{bmatrix}0&0&0&-i\\0&0&-i&0\\0&i&0&0\\i&0&0&0\end{bmatrix}}}
كل من بوابة باولي- X و باولي- Y تعملان على بت كمي واحد. والبوابة الناتجة ({\displaystyle C}) تعمل على بتين كميين.
حين كتابة المعادلة يمكن تمثيل الضرب التناظري بحذف الرمز ويتم استخدام المؤشرات للتمثيل.

#### تحويل هادامارد
البوابة {\displaystyle H_{2}=H\otimes H} هي بوابة هادامارد ({\displaystyle H}) تطبق متوازيةَ على بتين كميين. يمكن تمثيلها على النحو الآتي:
{\displaystyle K=H\otimes I={\frac {1}{\sqrt {2}}}{\begin{bmatrix}1&1\\1&-1\end{bmatrix}}\otimes {\begin{bmatrix}1&0\\0&1\end{bmatrix}}={\frac {1}{\sqrt {2}}}{\begin{bmatrix}1&0&1&0\\0&1&0&1\\1&0&-1&0\\0&1&0&-1\end{bmatrix}}}
عند تطبيق "بوابة هادامارد المتوازية ثنائية البتات" على بتين ({\displaystyle |00\rangle }) تنشأ حالة كمية تحتوي على احتمال متساو الظهور في أي من النتائج الأربع الممكنة: {\displaystyle |00\rangle }, {\displaystyle |01\rangle }, {\displaystyle |10\rangle }, و {\displaystyle |11\rangle }. يمكننا كتابة العملية على النحو التالي:
{\displaystyle H_{2}|00\rangle ={\frac {1}{2}}{\begin{bmatrix}1&1&1&1\\1&-1&1&-1\\1&1&-1&-1\\1&-1&-1&1\end{bmatrix}}{\begin{bmatrix}1\\0\\0\\0\end{bmatrix}}={\frac {1}{2}}{\begin{bmatrix}1\\1\\1\\1\end{bmatrix}}={\frac {1}{2}}|00\rangle +{\frac {1}{2}}|01\rangle +{\frac {1}{2}}|10\rangle +{\frac {1}{2}}|11\rangle ={\frac {|00\rangle +|01\rangle +|10\rangle +|11\rangle }{2}}}

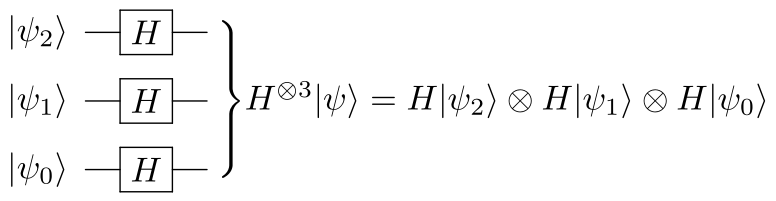
مثال: تحويل هادامارد على سجل يتكون من 3 بتات كمومية.

هنا، فإن قيمة العمق لكل حالة قابلة للقياس هي 1⁄2. احتمالية مشاهدة أي حالة هي مربع القيمة المطلقة لقيمة العمق للحالات القابلة للقياس، والتي في المثال أعلاه تعني أن هناك احتمال واحد من أصل أربعة لمشاهدة أي واحدة من الحالات الأربعة الفردية. يُرجى الاطلاع على القياسات للحصول على التفاصيل إضافية.
{\displaystyle H_{2}} تنفذ تحويل هادامارد على بتين كميين. تشابهها البوابة التالية: {\displaystyle \underbrace {H\otimes H\otimes \dots \otimes H} _{n{\text{ times}}}=\bigotimes _{1}^{n}H=H^{\otimes n}=H_{n}} حيث تنفذ تحويل هادامارد على سجل يتكون من عدد {\displaystyle n} من البتات الكمية.
عند تطبيقه على سجل يحتوي على عدد {\displaystyle n} من البتات وقيمتها المبدئية {\displaystyle |0\rangle } يضع تحويل هادامارد السجل الكمي في تراكب مع احتمالية متساوية للقياس في أي من {\displaystyle 2^{n}} حالاته المحتملة:
{\displaystyle \bigotimes _{0}^{n-1}(H|0\rangle )={\frac {1}{\sqrt {2^{n}}}}{\begin{bmatrix}1\\1\\\vdots \\1\end{bmatrix}}={\frac {1}{\sqrt {2^{n}}}}{\Big (}|0\rangle +|1\rangle +\dots +|2^{n}-1\rangle {\Big )}={\frac {1}{\sqrt {2^{n}}}}\sum _{i=0}^{2^{n}-1}|i\rangle }
الحالة تعد تراكب موحد ويتم إنشاؤها كخطوة أولى في بعض الخوارزميات المستخدمة في البحث، على سبيل المثال في تضخيم السعة وتقدير الطور .
قياس هذه الحالة ينتج عنه رقم عشوائي بين {\displaystyle |0\rangle } و {\displaystyle |2^{n}-1\rangle }.  مدى عشوائية الرقم يعتمد على جودة بوابات المنطق. إذا لم يتم قياس الرقم فهي فالحالة كمومية تكون ذات عمق احتمالية متساوية لـ{\displaystyle {\frac {1}{\sqrt {2^{n}}}}} لكل حالة من حالاتها المحتملة.
يعمل تحويل هادامارد على سجل {\displaystyle |\psi \rangle } المكون من {\displaystyle n} بتات كمومية، من هذا النوع {\textstyle |\psi \rangle =\bigotimes _{i=0}^{n-1}|\psi _{i}\rangle } على النحو الآتي:
{\displaystyle \bigotimes _{0}^{n-1}H|\psi \rangle =\bigotimes _{i=0}^{n-1}{\frac {|0\rangle +(-1)^{\psi _{i}}|1\rangle }{\sqrt {2}}}={\frac {1}{\sqrt {2^{n}}}}\bigotimes _{i=0}^{n-1}{\Big (}|0\rangle +(-1)^{\psi _{i}}|1\rangle {\Big )}=H|\psi _{0}\rangle \otimes H|\psi _{1}\rangle \otimes \cdots \otimes H|\psi _{n-1}\rangle }

#### تطبيق على الحالات المتشابكة
إذا تم النظر إلى اثنين أو أكثر من البتات الكمومية كحالة كمومية واحدة، فإن هذه الحالة المدمجة تساوي حاصل الضرب التناظري للبتات الكمومية المكونة لها. أي حالة يمكن كتابتها كناتج الضرب التناظري من الأنظمة الفرعية المكونة لها تسمى حالات قابلة للفصل . من منظورٍ آخر الحالة المتشابكة هي أي حالة لا يمكن تحليلها إلى عوامل الضرب التناظري. يجب توخي الحذر عند تطبيق البوابات على البتات الكمومية المكونة التي تشكل الحالات المتشابكة.
إذا كان لدينا مجموعة من N من البتات الكمومية المتشابكة ونرغب في تطبيقها على بوابة كمية على M < N من البتات الكمومية في المجموعة (اي اقل منها عددًا)، فيجب توسيعه (أو تضخيمه) البوابة M لتأخذ عدد N من البتات. يمكن إجراء هذا التطبيق من خلال دمج البوابة مع مصفوفة الوحدة بحيث يصبح منتج الضرب التناظري الخاص بها بمثابة بوابة تعمل على عدد N من البتات الكمومية. مصفوفة الهوية ({\displaystyle I}) هو تمثيل للبوابة التي تحدد كل حالة لنفسها (أي لا تفعل شيئًا على الإطلاق). في مخطط الدائرة، غالبًا ما تظهر بوابة الهوية أو المصفوفة على أنها مجرد سلك مكشوف.

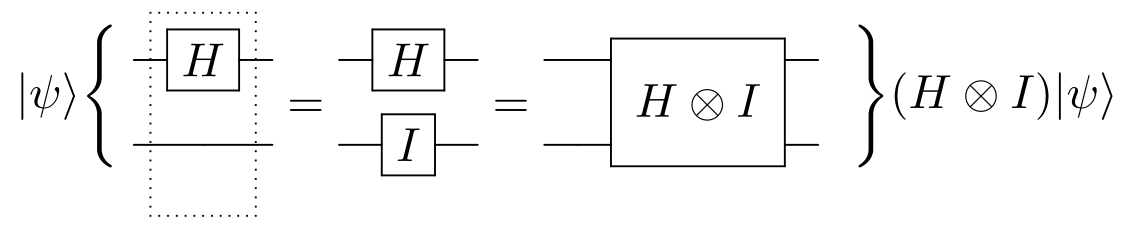
تبعًا للمثال الوارد في النص. بوابة هادمارد تعمل فقط على بت كمي واحد، ولكن هي حالة كمومية متشابكة تمتد على 2 بت كمي. في مثالنا،.

كمثال: بوابة هادامارد ({\displaystyle H}) تعمل على بت كمي واحد، ولكن إذا قمنا بتغذيته بأول البتين اللتين تشكلان حالة بيل المتشابكة{\displaystyle {\frac {|00\rangle +|11\rangle }{\sqrt {2}}}} لا يمكن كتابة هذه العملية بسهولة. نحن بحاجة إلى تمديد بوابة هادامارد {\displaystyle H} مع بوابة الهوية {\displaystyle I} حتى نتمكن من التصرف على الحالات الكمومية التي تمتد على إثنين من البتات الكمومية:
{\displaystyle K{\frac {|00\rangle +|11\rangle }{\sqrt {2}}}={\frac {1}{\sqrt {2}}}{\begin{bmatrix}1&0&1&0\\0&1&0&1\\1&0&-1&0\\0&1&0&-1\end{bmatrix}}{\frac {1}{\sqrt {2}}}{\begin{bmatrix}1\\0\\0\\1\end{bmatrix}}={\frac {1}{2}}{\begin{bmatrix}1\\1\\1\\-1\end{bmatrix}}={\frac {|00\rangle +|01\rangle +|10\rangle -|11\rangle }{2}}}
يمكن الآن تطبيق البوابة {\displaystyle K} على أي حالة ثنائية البتات الكمومية، سواء كانت متشابكة أو غير ذلك. ستترك البوابة {\displaystyle K} البت الكمي الثاني دون تغيير وستطبق تحويل هادامارد على البت الكمي الأول. إذا تم تطبيقها على حالة بيل في مثالنا، يمكننا كتابة ذلك على النحو:
{\displaystyle \operatorname {CNOT} (H\otimes I)|00\rangle =\left({\begin{bmatrix}1&0&0&0\\0&1&0&0\\0&0&0&1\\0&0&1&0\end{bmatrix}}\left({\frac {1}{\sqrt {2}}}{\begin{bmatrix}1&1\\1&-1\end{bmatrix}}\otimes {\begin{bmatrix}1&0\\0&1\end{bmatrix}}\right)\right){\begin{bmatrix}1\\0\\0\\0\end{bmatrix}}={\frac {1}{\sqrt {2}}}{\begin{bmatrix}1\\0\\0\\1\end{bmatrix}}={\frac {|00\rangle +|11\rangle }{\sqrt {2}}}}

#### التعقيد الحسابي وحاصل الضرب التناظري
التعقيد الزمني لضرب مصفوفتين {\displaystyle n\times n} تكون على الأقل {\displaystyle \Omega (n^{2}\log n)}, في حالة استخدام الآلة الاعتيادية. وذلك لأن حجم البوابة التي تعمل عليها {\displaystyle q} البتات الكمية هي {\displaystyle 2^{q}\times 2^{q}} مما يعني أن الوقت المناسب لمحاكاة الخطوة في الدائرة الكمومية (عن طريق ضرب البوابات) التي تعمل في حالات متشابكة عامة هو {\displaystyle \Omega ({2^{q}}^{2}\log({2^{q}}))}. لهذا السبب يعد من الصعب محاكاة الأنظمة الكمومية الكبيرة المتشابكة باستخدام أجهزة الكمبيوتر الاعتيادية. المجموعات الفرعية من البوابات، مثل بوابات كليفورد ، أو الحالة البسيطة للدوائر التي يسهل تنفيذها بكفاءة على أجهزة الكمبيوتر الكلاسيكية (على سبيل المثال مجموعات من X ، CNOT ، توفولي ).
متجه الحالة للسجل الكمي الذي يحتوي على عدد {\displaystyle n} من البتات الكمية هو {\displaystyle 2^{n}} مدخلات معقدة. تخزين سعات الاحتمال كقائمة من قيم الفاصلة العائمة لا يمكن تتبعه على نطاق واسع من {\displaystyle n} .

### الانعكاس الوحدوي للبوابات

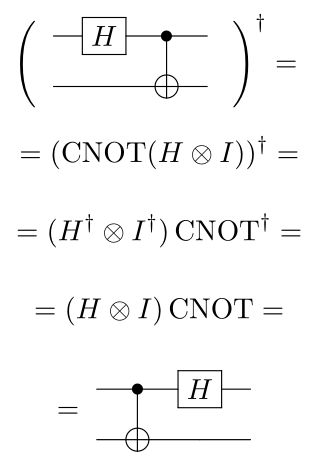
مثال: المعكوس الوحدوي لمنتج هادامارد-CNOT. البوابات الثلاثة, و هم معكوسات وحدوية لذواتهم.

بسبب أن جميع بوابات المنطق الكمومي قابلة للانعكاس ، فإن أي مكونة من عدة بوابات قابلة للانعكاس. جميع حاصل الضرب وحاصل الضرب التناظري (أي المجموعات المتوالية والمتوازية ) للمصفوفات الوحدوية هي أيضًا مصفوفات وحدوية. وهذا يعني أنه من الممكن بناء معكوس لجميع الخوارزميات الدوال إذا كانت تحتوي على بوابات فقط.
التهيئة والقياس والإدخال والإخراج وفك الترابط التلقائي من الآثار الجانبية في أجهزة الكمبيوتر الكمومية. ومع ذلك، فإن البوابات في الحوسبة الكمومية وظيفية وثنائية بحتة .
إذا كانت {\displaystyle U} مصفوفة وحدوية ، إذًا يعد {\displaystyle U^{\dagger }U=UU^{\dagger }=I} ويساوي{\displaystyle U^{\dagger }=U^{-1}}. الخنجر ( {\displaystyle \dagger } ) يدل على النقل المترافق . ويسمى أيضًا باسمالهرميتي المجاور .
إذا كانت الدالة {\displaystyle F} هي حاصل ضرب عدد {\displaystyle m} من بوابات, {\displaystyle F=A_{1}\cdot A_{2}\cdot \dots \cdot A_{m}} فإن المعكوس الوحدوي لـ{\displaystyle F^{\dagger }} يمكن كالتالي:
وذلك لأن {\displaystyle (UV)^{\dagger }=V^{\dagger }U^{\dagger }} بعد التطبيق المتكرر على الدالة
{\displaystyle F^{\dagger }=\left(\prod _{i=1}^{m}A_{i}\right)^{\dagger }=\prod _{i=m}^{1}A_{i}^{\dagger }=A_{m}^{\dagger }\cdot \dots \cdot A_{2}^{\dagger }\cdot A_{1}^{\dagger }}
وبالمثل إذا كانت الدالة {\displaystyle G} تتكون من بوابتين {\displaystyle A} و {\displaystyle B} (متوازيتان) إذًا {\displaystyle G=A\otimes B} مما ينتج لنا أيضًا عن {\displaystyle G^{\dagger }=(A\otimes B)^{\dagger }=A^{\dagger }\otimes B^{\dagger }} .
تسمى البوابات التي تكون معاكساتها الوحدوية عوامل هرميتية أو عوامل ذاتية التوصيل . بعض البوابات الأولية مثل بوابات هادامارد ( H ) وبوابات باولي ( I ، X ، Y ، Z ) هي عوامل هرميتية. على نقيض ذلك لا تعد بوابات تحول الطور ( S ، T ، P ، Cphase ) بوابات هرميتية.
كمثال يمكن استخدام خوارزمية الجمع للقيام بعملية الطرح إذا تم تشغيلها "عكسيًا"، تماما مصل معكوسها الوحدوي. تحويل فورييه الكموميي العكسي هو المعكوس الوحدوي. من الممكن أيضًا استخدام المعكوسات الوحدوية لغير الحساب . لغات البرمجة للحواسيب الكمومية، مثل Q# من مايكروسوفت ،  QCL لبيرنهارد ،  و Qiskit من شركة IBM ،  تحتوي على انعكاس الدالة كمفاهيم برمجية.

## القياس

تمثيل دائرة للقياس. يمثل الخطان على الجانب الأيمن بتًا إعتيادية، ويمثل الخط الفردي على الجانب الأيسر بتًا كمي.

القياس (أو القراءات) غير قابلة للعكس فبالتالي لا تُعد بوابة كميّة، لأن القراءات تقوم بتخصيص الحالة الكمية المرصودة لقيمة واحدة. في القياس تؤخذ الحالة الكميّة ويتم عرضها على أحد المتجهات الأساسية ، باحتمالية تساوي طول المتجه تربيع (في المعيار 2   ).  : 15-17  ويُعرف ذلك بقاعدة بورن التي تظهر كعملية عشوائية لا تقبل أن يتم عكسها، لأنها تحدد احتمال الحالة الكمية للمتجه الأساسي الذي يمثّل الحالة التي تم قياسها. وفي لحظة القياس، يمكن القول بأن الحالة " تنطوي " على القيمة الفردية المحددة التي تم قياسها.
تتمثل مشكلة القياس في لماذا وكيف وإذا  تنطوي الحالة الكمومية عند القياس.
احتمالية قياس قيمة مع التوزيع الاحتمالي {\displaystyle \phi } هو{\displaystyle 1\geq |\phi |^{2}\geq 0}, حيث أن {\displaystyle |\cdot |} هو القيمة المطلقة .
عند قياس بت الكم، يتم تمثيل حالته الكميّة بواسطة المتجه {\displaystyle a|0\rangle +b|1\rangle ={\begin{bmatrix}a\\b\end{bmatrix}}}, سوف ينتج عن {\displaystyle |0\rangle } واحتمالية {\displaystyle |a|^{2}}, وينتج عن {\displaystyle |1\rangle } مع احتمالية {\displaystyle |b|^{2}}.
كمثال في قياس البت الكم الواحده بالحالة الكمية {\displaystyle {\frac {|0\rangle -i|1\rangle }{\sqrt {2}}}={\frac {1}{\sqrt {2}}}{\begin{bmatrix}1\\-i\end{bmatrix}}} سوف ينتج عنها احتمالية متساوية مابين {\displaystyle |0\rangle } أو {\displaystyle |1\rangle }.

بالنسبة للكيوبت الواحد، لدينا وحدة كروية مع الحالة الكمومية مثل ذلك. يمكن إعادة كتابة الحالة كـ, أو و.
ملحوظة: هو احتمال القياس و هو احتمال القياس.

الحالة الكمية {\displaystyle |\Psi \rangle } التي تتسع لـn من البتات الكمومية تكتب كمتجه في {\displaystyle 2^{n}} مركب الابعاد: {\displaystyle |\Psi \rangle \in \mathbb {C} ^{2^{n}}}. وذلك لأن ناتج الضرب التناظري لعدد n من البتات الكمومية هو متجه في {\displaystyle 2^{n}} أبعاد. بهذه الطريقة، سجل يحوي على n من بتات الكم يمكن قياسه في {\displaystyle 2^{n}} حالات مختلفة أو مستقلة على عكس بتات الحواسيب الاعتيادية، يمكن أن تكون للحالات الكميّة سعة احتمالية غير صفرية في قيم متعددة قابلة للقياس في وقت واحد. وهذا ما يسمى بالتراكب .
مجموع كل الاحتمالات لكل النتائج لابد أن يساوي 1 .  بطريقة أخرى ممكن أن يقال بأن نظرية فيثاغورس معممة على {\displaystyle \mathbb {C} ^{2^{n}}} تحتوي على جميع الحالات الكمية {\displaystyle |\Psi \rangle } بعدد n من البتات بحيث أن تتوافق مع {\textstyle 1=\sum _{x=0}^{2^{n}-1}|a_{x}|^{2}}  بحيث {\displaystyle a_{x}} تمثل المؤثرات الاحتمالية للحالة الممكن قياسها {\displaystyle |x\rangle }. التفسير الهندسي لهذا هو أن فضاء الحالة المحتملة للحالة الكمية {\displaystyle |\Psi \rangle } اللذي يحتوي على n من بتات الكم يمثل على سطح وحدة الكرة {\displaystyle \mathbb {C} ^{2^{n}}} وأن التحولات الوحدوية (أي البوابات المنطقية الكمومية) المطبقة عليها تمثل الدوران على الكرة. الدوران الذي يتم تمثيله بواسطة البوابات يشكل مجموعة التماثل U(2 n ) . إذًا يمكن القول بأن القياسات هي عرض احتمالي للنقاط الموجودة على سطح الكرة المركبة على المتجهات الأساسية التي تمتد عبر الفضاء.
في كثير من الحالات بدلًا من استخدام{\displaystyle 2^{n}} كبعد لتمثيل الفضاء يتم استخدام فضاء هيلبرت {\displaystyle {\mathcal {H}}} . . عدد الأبعاد (المحددة بواسطة المتجهات الأساسية، وبالتالي أيضًا النتائج المحتملة من القياس) يتم الإشارة بواسطة المعاملات ، ويمكن أخذ فضاء الحالة المطلوبة لحل مشكلةٍما. أطلق جروفر في خوارزميته على مجموعة المتجهات الأساسية هذه اسم "قاعدة البيانات".في خوارزمية جروفر ، أطلق جروفر على مجموعة المتجهات الأساسية هذه اسم "قاعدة البيانات" .
إن اختيار المتجهات الأساسية التي يتم من خلالها قياس الحالة الكميّة سيؤثر على نتيجة.  : 30-35   يمكنك مراجعة تغيير الأساس وانتروبي فون نيومان للحصول على المزيد من التفاصيل. في هذه المقالة، نستخدم دائمًا الأساس الحسابي ، مما يعني أننا قمنا بتسمية {\displaystyle 2^{n}} المتجهات الأساسية لسجل n من بتات الكم{\displaystyle |0\rangle ,|1\rangle ,|2\rangle ,\cdots ,|2^{n}-1\rangle } أو باستخدم التمثيل بالنظام الثنائي {\displaystyle |0_{10}\rangle =|0\dots 00_{2}\rangle ,|1_{10}\rangle =|0\dots 01_{2}\rangle ,|2_{10}\rangle =|0\dots 10_{2}\rangle ,\cdots ,|2^{n}-1\rangle =|111\dots 1_{2}\rangle }.
تشكل المتجهات الأساسية في ميكانيكا الكم أساسًا متعامدًا .
المثال على استخدام بديل لقياس الأساس يتواجد في تشفير بي بي 84 .

### تأثير القياس على الحالات المتشابكة/المتداخلة

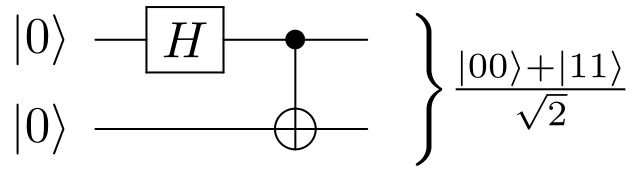
بوابة هادامارد-CNOT ، والتي عندما تعطى المدخلات تنتج عن حالة بيل

إذا كانت هناك حالتان كميتان (بتات الكم أو السجلات ) متشابكتان (بمعنى أنه لا يمكن التعبير على حالتهما المتحدة كناتج للضرب التناظري ) فإن قياس أحد السجلين يؤثر أو يكشف عن حالة السجل الآخر عن طريق تراكب حالته جزئيًا أو كليًا أيضًا. يمكن استخدام هذا التأثير للحساب، ويستخدم في العديد من الخوارزميات.
تعمل تركيبة بوابتي هادامارد-CNOT على الحالة {\displaystyle |00\rangle } في النحو التالي:
{\displaystyle \operatorname {CNOT} (H\otimes I)|00\rangle =\left({\begin{bmatrix}1&0&0&0\\0&1&0&0\\0&0&0&1\\0&0&1&0\end{bmatrix}}\left({\frac {1}{\sqrt {2}}}{\begin{bmatrix}1&1\\1&-1\end{bmatrix}}\otimes {\begin{bmatrix}1&0\\0&1\end{bmatrix}}\right)\right){\begin{bmatrix}1\\0\\0\\0\end{bmatrix}}={\frac {1}{\sqrt {2}}}{\begin{bmatrix}1\\0\\0\\1\end{bmatrix}}={\frac {|00\rangle +|11\rangle }{\sqrt {2}}}}

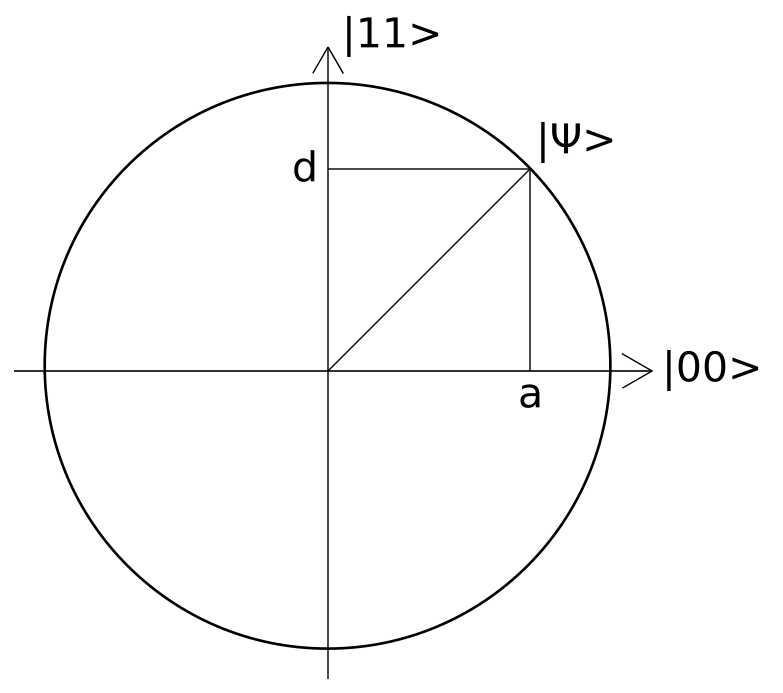
حالة الجرس في النص هي حيث و. لذلك، يمكن وصفه بالمستوى الممتد بواسطة المتجهات الأساسية و, كما في الصورة. مجال الوحدة (in) التي تمثل مساحة القيمة المحتملة لنظام 2 qubit تتقاطع مع المستوى و تقع على سطح مجالات الوحدة. لأن, هناك احتمال متساو لقياس هذه الحالة ل أو, ولأن هناك احتمال صفر لقياس ذلك أو.

الحالة الناتجة عن ذلك هي حالة بيل {\displaystyle {\frac {|00\rangle +|11\rangle }{\sqrt {2}}}={\frac {1}{\sqrt {2}}}{\begin{bmatrix}1\\0\\0\\1\end{bmatrix}}}. ولا يمكن وصف الحالة بأنها ناتج الضرب التناظري لاثنين من البتات. حيث لا يوجد حل لـ
{\displaystyle {\begin{bmatrix}x\\y\end{bmatrix}}\otimes {\begin{bmatrix}w\\z\end{bmatrix}}={\begin{bmatrix}xw\\xz\\yw\\yz\end{bmatrix}}={\frac {1}{\sqrt {2}}}{\begin{bmatrix}1\\0\\0\\1\end{bmatrix}},}
لأنه على سبيل المثال w يجب أن يكون غير صفرية وصفرية في حالتين هما xw و yw .
تمتد الحالة الكمية على بتيّ الكم. وهذا ما يسمى التشابك. سيؤدي قياس أحد بتّي الكم(2 بت كم) اللتان تشكلان حالة بيل هذه إلى أن بت الكم الآخر يجب أن يكون له نفس القيمة منطقيّا، ويجب أن يكون كلاهما متماثلين: إما أنه سيتم العثور عليه في الحالة {\displaystyle |00\rangle }, أو الحالة{\displaystyle |11\rangle }.على سبيل المثال: إذا تم قياس أحد بتات الكم وكان يساوي{\displaystyle |1\rangle } فإن البت الآخر لابد أن يساوي كذلك {\displaystyle |1\rangle } لأن حالتهما المجتمعة اصبحت {\displaystyle |11\rangle }. يؤدي قياس إحدى البتات الكمية إلى تراكب الحالة الكمومية بأكملها، والتي تمتد عبر بتّي الكم.
حالة GHZ تعد حالة كمية متشابكة مماثلة تمتد على ثلاثة بتات كم أو أكثر.
يحدث هذا النوع من تخصيص القيمة بشكل فوري على أي مسافة ، وقد تم التحقق من ذلك تجريبيًا بواسطة QUESS في عام 2018 لمسافة تمتد إلى 1200 كيلومتر. يبدو أن هذه الظاهرة تحدث بشكل فوري بدلاً من الوقت الذي يستغرقه اجتياز المسافة التي تفصل بين بتات الكم بسرعة الضوء يسمى مفارقة إي بي آر ، وهو سؤال مفتوح في الفيزياء حول كيفية حل هذا الأمر. في الأصل تم حل المشكلة بالتخلي عن افتراض الواقعية المحلية ، ولكن ظهرت تفسيرات أخرى. لمزيد من المعلومات يمكنك مراجعة تجربة اختبار بيل. تثبت نظرية عدم الاتصال أن هذه الظاهرة من غير الممكن استخدامها لتوصيل المعلومات الكلاسيكية بسرعة أكبر من سرعة الضوء.

### القياس على السجلات ذات الكيوبتات المتشابكة الزوجية

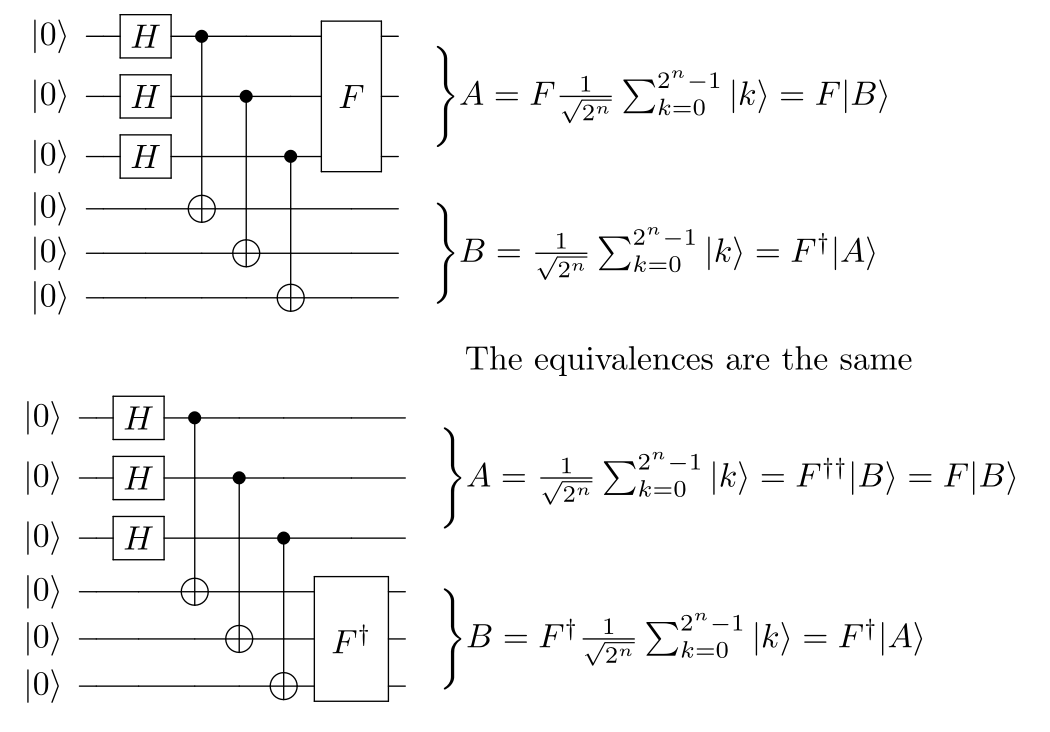
تأثير التحويل الوحدوي F على السجل A الموجود في حالة تراكب لعدد من الحالات والمتشابك بشكل زوجي مع السجل B. هنا، n يساوي 3 (يحتوي كل سجل على 3 بتات كم).

لنأخذ سجل A يحوي عدد n من البتات التي تم تعيين قيمتها مبدئيًا إلى {\displaystyle |0\rangle } اضافة بوابة هادامارد موازية {\textstyle H^{\otimes n}}. إذا السجل "A" سوف يدخل بعد ذلك إلى الحالة {\textstyle {\frac {1}{\sqrt {2^{n}}}}\sum _{k=0}^{2^{n}-1}|k\rangle } التي تحوي على احتمالات متساوية عند قياسها لتكون في أيٍ من الحالات الممكنة {\displaystyle 2^{n}} من {\displaystyle |0\rangle } لـ {\displaystyle |2^{n}-1\rangle }. لنأخذ سجلًا ثانيًا يسمى بـB، أيضا يحتوي عدد n من البتات والتي تم تعيين قيمتها مبدئيًا إلى {\displaystyle |0\rangle } وإقران بوابة CNOT مع البتات الكمومية الموجودة في السجل السابق (A)، بحيث يكون لكل p بت كمومي {\displaystyle A_{p}} و {\displaystyle B_{p}} تشكلان الحالة {\displaystyle |A_{p}B_{p}\rangle ={\frac {|00\rangle +|11\rangle }{\sqrt {2}}}}.
إذا قمنا بقياس بتات الكم في السجل الأول، فسنجد أن السجل الآخر B يحتوي على قيمة مطابقة للسجل الأول A. ومع ذلك، إذا قمنا بإضافة بوابة منطقية كمية F على السجل A ثم قمنا بالقياس، فإذًا {\displaystyle |A\rangle =F|B\rangle \iff F^{\dagger }|A\rangle =|B\rangle } بحيث أن {\displaystyle F^{\dagger }} هو المعكوس الوحدوي لـ F .
سنقوم بتفسير الآتي يالطريقة التي تعمل بها المعكوسات الوحدوية للبواباترياضيًا {\displaystyle F^{\dagger }|A\rangle =F^{-1}(|A\rangle )=|B\rangle } على سبيل المثال: {\displaystyle F(x)=x+3{\pmod {2^{n}}}}
فإذن أيضًا من السديد قول أن {\displaystyle |B\rangle =|A-3{\pmod {2^{n}}}\rangle }.
سيبقى كِلا السجلين متساويين بغض النظر عن ترتيب القياس الذي يتم إجراؤه، بافتراض أن البوابة المضافة F قد تم تشغيلها حتى تكتمل. من الممكن أيضًا أن يتم اخذ القياس عشوائيًا ومتزامنًا المتداخلة بتًا كميًا فآخر، نظرًا لأن تخصيص قياس واحدة من البتات الكميّة سيحد من مساحة القيمة المحتملة من البتات الكميّة المتشابكة الأخرى.
بالرغم من أن المساواة تعد صحيحة حسابيًا ولكن احتمالات قياس النتائج المحتملة تتغير نتيجةً لتطبيق البوابة المنطقية الكميّة F ، كما قد يكون الهدف من خوارزمية البحث الكمي.
يتم استخدام تأثير تقاسم القيمة عبر التشابك في خوارزمية شور وتقدير الطور وفي العد الكمي . يُعرف صيد فورييه بأنه: طريقة عامة لاستخدام تحويل فورييه لتضخيم السعات الاحتمالية لحالات الحل لبعض المشكلات.

## توليف الوظائف المنطقية

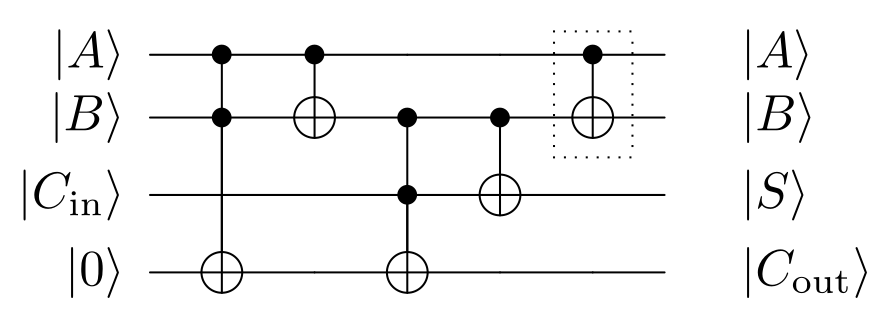
جوامع كمومية كاملة ، قدمها فاينمان في عام 1986. وتتكون من بوابات توفولي و CNOT فقط. يمكن حذف البوابة المحاطة بالمستطيل المنقط في هذه الصورة إذا لم تكن هناك حاجة إلى إجراء عمليات حسابية لاظهار ناتج B.

يمكن وصف الدوال والإجراءات التي تستخدم البوابات فقط على أنها مصفوفات، تمامًا مثل البوابات الأصغر. المصفوفة التي تمثل دالة كمية تعمل على {\displaystyle q} من البتات الكمية لها حجم {\displaystyle 2^{q}\times 2^{q}}. على سبيل المثال، الدالة التي تعمل على "بتات الكم" (أو السجل المتكون من 8 بت كمي) سيتم تمثيلها بمصفوفة ذات {\displaystyle 2^{8}\times 2^{8}=256\times 256} عنصر.
التحولات الوحدوية التي لا تتوافر في الأصل في الحواسيب الكميّة (البوابات البدائية أو البوابات المنطقية) يمكن تركيبها، أو الوصول للقيمة التقريبية لها من خلال الجمع بين البوابات البدائية المتاحة في الدائرة الكهربائية. إحدى الطرق للقيام بذلك هي تحليل المصفوفة التي تقوم بترميز التحويل الوحدوي إلى منتج منتجات موتر (أي دوائر متسلسلة ومتوازية) للبوابات البدائية المتاحة. المجموعة U(2 q )هي مجموعة التناظر للبوابات التي تعمل على q بتات كم. تحليل العوامل هو مشكلة العثور على مسار في U(2q) من مجموعة التناظر من البوابات البدائية. توضح نظرية سولوفاي-كيتايف أنه في حالة وجود مجموعة كافية من البوابات البدائية، يوجد تقريب فعال لقيمة أي بوابة. بالنسبة للحالة العامة التي تحتوي على عدد كبير من البتات الكميّة، فإن هذا النهج المباشر لتركيب الدوائر أمر مستعصي على الحل (أو غير قابل للحل). وهذا يضع حدًا لكيفية تحليل الدوال الكبيرة إلى عوامل البوابات الكميّة البدائية باستخدام هجوم القوة العمياء(القوة الغاشمة). عادةً ما يتم بناء الدوال الكميّة باستخدام دوال كميّة صغيرة وبسيطة نسبيًا، على غرار البرمجة الكلاسيكية الاعتيادية.
لطبيعة البوابات الوحدوية، يجب أن تكون جميع الدوال قابلة للانعكاس وتكون عبارة عن تعيينات ثنائية للمدخلات والمخرجات بشكل دائم. يجب أن تكون هناك دائمًا دالة {\displaystyle F^{-1}} واللتي تمثل {\displaystyle F^{-1}(F(|\psi \rangle ))=|\psi \rangle } من الممكن جعل الدوال غير القابلة للعكس قابلة للعكس عن طريق إضافة البتات الملحقة إلى الإدخال أو الإخراج، أو كلاهما. بعد تشغيل الوظيفة حتى انتهائها، يمكن بعد ذلك عدم حساب البتات الكمية الملحقة أو تركها دون تغيير. قياس أو انطباق الحالة الكمومية للكيوبت الملحقة التي لم يتم حسابها (على سبيل المثال عن طريق إعادة تهيئة قيمتها أو عن طريق إزالة الترابط التلقائي) قد يؤدي إلى حدوث أخطاء،  حيث قد تكون حالتها متشابكة مع البتات التي لا تزال تستخدم في الحسابات.
وحدة الجمع {\displaystyle 2^{n}} من بتان كميان يطلق عليهم بـ {\displaystyle n} يسجلهما a و b ، {\displaystyle F(a,b)=a+b{\pmod {2^{n}}}} يعد مثالًا على عمليات لا رجعة فيها منطقيا  من الممكن تحويلها لتصبح قابة للانعكاس عن طريق إضافة معلومات إلى المخرجات، بحيث أن يصبح من الممكن حساب المدخلات من المخرجات (أي توجد دالة {\displaystyle F^{-1}}). في المثال المذكور سابقًا يمكن القيام بذلك عن طريق تمرير أحد سجلات الإدخال إلى سجلات الإخراج: {\displaystyle F(|a\rangle \otimes |b\rangle )=|a+b{\pmod {2^{n}}}\rangle \otimes |a\rangle } ويمكن بعد ذلك استخدام الإخراج لحساب المدخلات ( الإخراج يبين لنا المدخلات بسهولة {\displaystyle a+b} و {\displaystyle a}, علمًا بأن {\displaystyle a} يعد معطى ومن ممكن حساب {\displaystyle (a+b)-a=b}) حيث أصبحت الدالة موضوعية.
يمكن ترميز جميع التعبيرات الجبرية البوليانية كتحويلات وحدوية (بوابات منطقية كمومية) كمثال: استخدام مجموعات من بوابات باولي-X و CNOT و توفولي . هذه البوابات مكتملة داليًا في مجال المنطق البولياني.
هناك العديد من التحويلات الوحدوية المتوفرة في مكتباتلغات البرمجة الكمومية المعروفة Q# و QCL و Qiskit وهنالك أخريات. كما يظهر في الكتب والمقالات.
على سبيل المثال {\displaystyle \mathrm {inc} (|x\rangle )=|x+1{\pmod {2^{x_{\text{length}}}}}\rangle } ، حيث أن {\displaystyle x_{\text{length}}} هو عدد البتات الكمية التي تشكل سجل {\displaystyle x}, سيتم تنفيذها برمجيًا على النحو التالي في QCL:
```
cond
 
qufunct
 
inc
(
qureg
 
x
)
 
{
 
// زيادة السجل

 
int
 
i
;

 
for
 
i
 
=
 
#
x
-
1
 
to
 
0
 
step
 
-
1
 
{

  
CNot
(
x
[
i
],
 
x
[
0
::
i
]);
   
// تطبيق CNOT

 
}
             
// MSB من  LSB  إلى

 
}

```

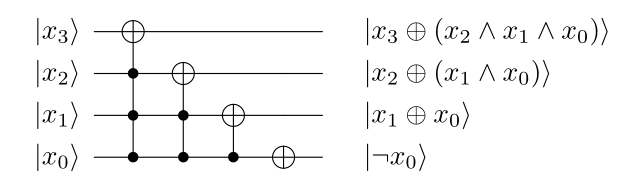
الدائرة المولدة في حين أن طول x يساوي أربع بتات كمومية. الرموز, و تشير إلى XOR و NOT على التوالي، وتأتي من التمثيل المنطقي لـ باولي- X مع صفر أو أكثر من البتات الكمومية المتحكم بها عند تطبيقها على الحالات الموجودة في الأساس الحسابي.

في QCL، يتم التخفيض عن طريق "التراجع" عن الزيادة. البادئة ! يتم استخدامه بدلاً من ذلك لتشغيل المعكوس الوحدوي للوظيفة. !inc(x) هو معكوس inc(x) ويقوم بتنفيذ العملية بدلاً من ذلك من المعادلة. الكلمة cond تعني أن الوظيفة يمكن أن تكون مشروطة .